# Sävsjön (Norra Vi socken, Östergötland)
Sävsjön är en sjö i Ydre kommun i Östergötland och ingår i Motala ströms huvudavrinningsområde. Sjön har en area på 0,292 kvadratkilometer och ligger 158,2 meter över havet. Sjön avvattnas av vattendraget Stångån.

## Delavrinningsområde
Sävsjön ingår i det delavrinningsområde (641053-148180) som SMHI kallar för Inloppet i Bocksjön. Medelhöjden är 210 meter över havet och ytan är 71,89 kvadratkilometer. Det finns inga avrinningsområden uppströms utan avrinningsområdet är högsta punkten. Stångån som avvattnar avrinningsområdet har biflödesordning 2, vilket innebär att vattnet flödar genom totalt 2 vattendrag innan det når havet efter 253 kilometer. Avrinningsområdet består mestadels av skog (88 procent). Avrinningsområdet har 2,05 kvadratkilometer vattenytor vilket ger det en sjöprocent på 2,8 procent.